# Partidul Mișcarea Poporului pentru Progres din Burkina Faso
Mișcarea Poporului pentru Progres (în Franceza Mouvement du Peuple pour le Progrès) numit și MPP este un partid politic progresist din Burkina Faso. A fost înființat de Roch Marc Christian Kaboré la data de 25 ianuarie 2014. La alegerile din 2015 acest partid a avut cele mai bune rezultate din Burkina Faso (55 din 127 de locuri în Adunarea Națională și un Președinte). MPP este membru cu drepturi depline al Internaționalei Socialiste.
1. ↑   http://www.socialistinternational.org/viewArticle.cfm?ArticlePageID=931, accesat în 15 martie 2019 Lipsește sau este vid: |title= (ajutor)